# Popis ljekovitog bilja

## Popis ljekovitog bilja

### A
| Znanstveno ime                 | Narodno ime            | Primjena                                                      | Slika |
| ------------------------------ | ---------------------- | ------------------------------------------------------------- | ----- |
| Abies balsamea                 | balzamasta jela        |                                                               |       |
| Acacia baileyana               | Cootamundra-Akacija    |                                                               |       |
| Acanthosicyos horridus         | Akantozicijos          |                                                               |       |
| Achillea clavennae             | bijeli stolisnik       |                                                               |       |
| Achillea millefolium           | obični stolisnik       |                                                               |       |
| Aconitum napellus              | Modri jedić            |                                                               |       |
| Acorus calamus var. americanus | Američki iđirot        |                                                               |       |
| Acorus calamus                 | obični iđirot          |                                                               |       |
| Actaea racemosa                | cimicifuga             |                                                               |       |
| Actaea spicata                 | klasasta habulica      |                                                               |       |
| Adonis vernalis                | proljetni gorocvijet   |                                                               |       |
| Aegopodium podagraria          | podagrasti jarčevac    |                                                               |       |
| Aesculus hippocastanum         | Obični divlji kesten   |                                                               |       |
| Aesculus parviflora            | grmoliki divlji kesten |                                                               |       |
| Agrimonia eupatoria            | obična turica          |                                                               |       |
| Aleurites moluccanus           | indijski orah          |                                                               |       |
| Allium sativum                 | Češnjak                |                                                               |       |
| Allium ursinum                 | Medvjeđi luk           |                                                               |       |
| Aloe vera                      | aloa vera              |                                                               |       |
| Alpinia officinarum            |                        |                                                               |       |
| Althaea officinalis            | pitomi sljez           |                                                               |       |
| Ammi visnaga                   | kela                   |                                                               |       |
| Anagallis arvensis             | poljska krivičica      |                                                               |       |
| Angelica archangelica          | Ljekovita anđelika     |                                                               |       |
| Angelica dahurica              | Sibiriska anđelika     | Koristi se u tradicionalnoj kineskoj medicini                 |       |
| Angelica sinensis              | Kineska anđelika       | Koristi se u tradicionalnoj kineskoj medicini                 |       |
| Aquilegia vulgaris             | Obični pakujac         |                                                               |       |
| Arctostaphylos uva-ursi        | zimzelena medvjetka    |                                                               |       |
| Argentina anserina             | Guščarski petoprst     |                                                               |       |
| Argyreia nervosa               | Havajska ruža          |                                                               |       |
| Aristolochia clematitis        | žuta vučja stopa       |                                                               |       |
| Arnica montana                 | Gorska moravka         |                                                               |       |
| Aronia melanocarpa             | crnoplodna aronija     |                                                               |       |
| Artemisia abrotanum            | gorkasti pelin         |                                                               |       |
| Artemisia absinthium           | gorski pelin           |                                                               |       |
| Artemisia cina                 | cina                   |                                                               |       |
| Artemisia dracunculus          | estragonski pelin      |                                                               |       |
| Artemisia maritima             | primorski pelin        |                                                               |       |
| Artemisia scoparia             | šibasti pelin          | Koristi se u tradicionalnoj kineskoj medicini                 |       |
| Artemisia vulgaris             | Divlji pelin           |                                                               |       |
| Asarum europaeum               | Šumski kopitnjak       |                                                               |       |
| Asimina triloba                | indijanska banana      |                                                               |       |
| Astragalus mongholicus         |                        | Koristi se u tradicionalnoj kineskoj medicini                 |       |
| Astrantia major                | velika zvjezdanka      |                                                               |       |
| Atropa belladonna              | veliki bun             | Djeluje na parasimpatikus,već u malim dozama djeluje otrovno! |       |
| Avena sativa                   | Obična zob             |                                                               |       |

### B
| Znanstveno ime         | Narodno ime          | Primjena | Slika |
| ---------------------- | -------------------- | -------- | ----- |
| Balsamorhiza sagittata |                      |          |       |
| Bellis perennis        | obična tratinčica    |          |       |
| Betonica betoniciflora |                      |          |       |
| Betonica grandiflora   |                      |          |       |
| Betonica haussknechtii |                      |          |       |
| Betonica hirsuta       | gustocvjetna bukvica |          |       |
| Betonica nivea         |                      |          |       |
| Betonica officinalis   | ljekoviti čistac     |          |       |
| Betonica orientalis    |                      |          |       |
| Betonica ossetica      |                      |          |       |
| Betonica scardica      |                      |          |       |
| Betonica serotina      |                      |          |       |
| Betula pendula         | Obična breza         |          |       |
| Betula pubescens       | Cretna breza         |          |       |
| Borago officinalis     | Boražina             |          |       |
| Boswellia sacra        | arapski tamjanovac   |          |       |
| Boswellia spec.        | Tamjanovo drvo       |          |       |
| Brassica nigra         | crna gorušica        |          |       |

### C
| Znanstveno ime             | Narodno ime       | Primjena | Slika     |
| -------------------------- | ----------------- | -------- | --------- |
| Calendula officinalis      | Neven             |          |           |
| Camellia sinensis          | Čajevac           |          |           |
| Cannabis indica            | Indijska konoplja |          |           |
| Cannabis ruderalis         |                   |          |           |
| Cannabis sativa            | Konoplja          |          |           |
| Capsella bursa-pastoris    | pASTIRSKA TORBICA |          |           |
| Carlina acaulis            |                   |          |           |
| Carum carvi                | kIM               |          |           |
| Celastrus paniculatus      | n.n.              |          |           |
| Centaurea benedicta        |                   |          |           |
| Centella asiatica          | Gotu kola         |          |           |
| Cetraria islandica         | Islandski lišaj   |          | 200x200px |
| Chamaemelum nobile         | RIMSKA KAMILICA   |          |           |
| Chelidonium majus          | ROSOPAS           |          |           |
| Cinchona pubescens         |                   |          |           |
| Cinnamomum verum           | Cimet             |          |           |
| Clathrotropis brachypetala |                   |          |           |
| Clinopodium thymifolium    |                   |          |           |
| Clinopodium vulgare        |                   |          |           |
| Colchicum autumnale        | mrazovac          |          |           |
| Colchicum bulbocodium      |                   |          |           |
| Combretum indicum          |                   |          |           |
| Combretum micranthum       |                   |          |           |
| Commiphora myrrha          |                   |          |           |
| Convallaria majalis        | ĐURĐICA           |          |           |
| Convolvulus arvensis       | Poljski slak      |          |           |
| Coriandrum sativum         | Korijander        |          |           |
| Cryptotaenia japonica      | Mitsuba           |          |           |
| Cucurbita pepo             | Tikva             |          |           |
| Curcuma longa              | Kurkuma           |          |           |
| Curcuma zedoaria           |                   |          |           |
| Cydonia oblonga            | Dunja             |          |           |
| Cymbalaria muralis         |                   |          |           |
| Cynara cardunculus         | Karduna           |          |           |
| Cytisus scoparius          |                   |          |           |

### D
| Znanstveni naziv               | Narodni naziv    | Primjena | Slika |
| ------------------------------ | ---------------- | -------- | ----- |
| Daucus carota subspec. sativus | Mrkva            |          |       |
| Delphinium staphisagria        |                  |          |       |
| Dictamnus albus                | bijeli jasenak   |          |       |
| Digitalis purpurea             | Pustikara crvena |          |       |
| Drimia maritima                |                  |          |       |
| Dysphania ambrosioides         |                  |          |       |

### E
| Znanstveno ime             | Narodno ime         | Primjena | Slika |
| -------------------------- | ------------------- | -------- | ----- |
| Echinacea angustifolia     | uskolisna ehinacija |          |       |
| Echinacea purpurea         | Purpurna ehinacija  |          |       |
| Eleutherococcus senticosus | Eleuterokok         |          |       |
| Entada rheedei             |                     |          |       |
| Equisetum arvense          | Poljska preslica    |          |       |
| Eryngium foetidum          |                     |          |       |
| Erysimum cheiranthoides    |                     |          |       |
| Eschscholzia californica   | Kalifornijski mak   |          |       |
| Eucalyptus globulus        |                     |          |       |
| Euphrasia officinalis      | Vidac               |          |       |

### F
| Znanstveno ime      | Narodno ime   | Primjena | Slika     |
| ------------------- | ------------- | -------- | --------- |
| Fallopia multiflora |               |          |           |
| Ficus carica        | Smokva        |          |           |
| Filipendula ulmaria | Končara       |          |           |
| Foeniculum vulgare  | KOMORAČ       |          | 200x200px |
| Fragaria vesca      | Šumska jagoda |          |           |
| Frangula alnus      |               |          |           |
| Fraxinus excelsior  | jasen         |          |           |

### G
| Znanstveno ime          | Narodno ime     | Primjena | Slika |
| ----------------------- | --------------- | -------- | ----- |
| Galega officinalis      |                 |          |       |
| Galium odoratum         |                 |          |       |
| Galium verum            | Ivanjsko cvjeće |          |       |
| Ginkgo biloba           | Ginko           |          |       |
| Gynostemma pentaphyllum | n.n.            |          |       |

### H
| Znanstveno ime           | Narodno ime | Primjena                           | Slika |
| ------------------------ | ----------- | ---------------------------------- | ----- |
| Hamamelis virginiana     |             |                                    |       |
| Harpagophytum procumbens |             |                                    |       |
| Hedera helix             | Bršljan     |                                    |       |
| Helleborus niger         | Snježnica   |                                    |       |
| Heracleum persicum       |             |                                    |       |
| Hericium erinaceus       | Kozja brada |                                    |       |
| Hintonia latiflora       | n.n.        |                                    |       |
| Hieracium aurantiacum    |             |                                    |       |
| Hippophae rhamnoides     | Pasji trn   |                                    |       |
| Hordeum vulgare          | ječam       | Kao kaša jeo se još u rimsko doba. |       |
| Humulus lupulus          | Hmelj       |                                    |       |
| Hyoscyamus niger         | Bunika      |                                    |       |
| Hypericum montanum       |             |                                    |       |
| Hypericum perforatum     | Kantarion   |                                    |       |
| Hyssopus officinalis     | Izop        |                                    |       |

### I
| Znanstveno ime  | Narodno ime | BPrimjena | Slika |
| --------------- | ----------- | --------- | ----- |
| Ilex aquifolium | Božikovina  |           |       |
| Inula helenium  | Oman        |           |       |

### J
| Znanstveno ime     | Narodno ime | Primjena | Slika |
| ------------------ | ----------- | -------- | ----- |
| Jateorhiza palmata | Kalumba     |          |       |
| Juniperus communis | Borovica    |          |       |

### K
| Znanstveno ime     | Narodno ime      | Primjena | Slika |
| ------------------ | ---------------- | -------- | ----- |
| Kaempferia galanga | Gelangal         |          |       |
| Knautia arvensis   | Poljska prženica |          |       |

### L
| Znanstveno ime         | Narodno ime            | Primjena                                      | Slika |
| ---------------------- | ---------------------- | --------------------------------------------- | ----- |
| Lactuca virosa         | Otrovna loćika         |                                               |       |
| Lagochilus inebrians   |                        |                                               |       |
| Lamium purpureum       | Purpurna mrtva kopriva |                                               |       |
| Laurus nobilis         | Lovor                  |                                               |       |
| Lavandula angustifolia | Echter Lavendel        |                                               |       |
| Leonurus cardiaca      | Srčanica               |                                               |       |
| Leonurus japonicus     |                        | koristi se u kineskoj tradicionalnoj medicini |       |
| Leptospermum scoparium |                        |                                               |       |
| Lessertia frutescens   |                        |                                               |       |
| Levisticum officinale  | Ljupčac                |                                               |       |
| Linaria vulgaris       |                        |                                               |       |
| Linum usitatissimum    | Obični lan             |                                               |       |
| Lippia dulcis          |                        |                                               |       |
| Lobelia inflata        |                        |                                               |       |
| Lythrum salicaria      | Vrbica                 |                                               |       |

### M
| Znanstveno ime          | Narodno ime      | Primjena | Slika |
| ----------------------- | ---------------- | -------- | ----- |
| Malus domestica         | Jabuka           |          |       |
| Malva moschata          | Mošusni sljez    |          |       |
| Malva sylvestris        |                  |          |       |
| Malva verticillata      |                  |          |       |
| Marrubium vulgare       | Marulja          |          |       |
| Matricaria chamomilla   |                  |          |       |
| Matricaria discoidea    |                  |          |       |
| Melastoma malabathricum | n.n.             |          |       |
| Melissa officinalis     | Matičnjak        |          |       |
| Mentha ×piperita        | Paprena metvica  |          |       |
| Mentha ×villosa         |                  |          |       |
| Mentha aquatica         | Vodena metvica   |          |       |
| Mentha arvensis         | Poljska metvica  |          |       |
| Mentha spicata          |                  |          |       |
| Mentha spicata          |                  |          |       |
| Meum athamanticum       |                  |          |       |
| Momordica charantia     | Gorka dinja      |          |       |
| Mucuna pruriens         |                  |          |       |
| Mutellina adonidifolia  |                  |          |       |
| Myosotis arvensis       |                  |          |       |
| Myrica gale             |                  |          |       |
| Myristica fragrans      | Muškatni oraščić |          |       |
| Myrtus communis         | Mirta            |          |       |

### N
| Znanstveno ime           | Narodno ime         | Primjena | Slika |
| ------------------------ | ------------------- | -------- | ----- |
| Nardostachys grandiflora |                     |          |       |
| Nasturtium officinale    | Ljekovita potočarka |          |       |
| Nepeta cataria           | prava mačja metvica |          |       |

### O
| Znanstveno ime                   | Narodno ime       | Primjena | Slika |
| -------------------------------- | ----------------- | -------- | ----- |
| Ocimum basilicum                 | pitomi bosiljak   |          |       |
| Ocimum tenuiflorum               | Indijski bosiljak |          |       |
| Oenothera biennis                | Pupoljka          |          |       |
| Okoubaka aubrevillei             | Okoubaka          |          |       |
| Oldenlandia affinis              | Kalata-Kalata     |          |       |
| Olea europaea                    | Maslina           |          |       |
| Ononis spinosa                   | Zečji trn         |          |       |
| Origanum dictamnus               |                   |          |       |
| Origanum majorana                | Mažurana          |          |       |
| Origanum vulgare                 | Oregano           |          |       |
| Origanum vulgare subspec. hirtum | Grčki Oregano     |          |       |

### P
| Znanstveno ime         | Narodno ime                                   | Primjena                                        | Slika |
| ---------------------- | --------------------------------------------- | ----------------------------------------------- | ----- |
| Paeonia daurica        |                                               |                                                 |       |
| Paeonia lactiflora     | Koristi se u kineskoj tradicionalnoj medicini |                                                 |       |
| Paeonia officinalis    |                                               |                                                 |       |
| Paeonia peregrina      | n.n.                                          |                                                 |       |
| Paliurus spina-christi |                                               |                                                 |       |
| Panax ginseng          | Ginseng                                       |                                                 |       |
| Papaver somniferum     | Mak                                           |                                                 |       |
| Passiflora incarnata   | n.n.                                          |                                                 |       |
| Pausinystalia yohimbe  | Yohimbe                                       |                                                 |       |
| Peganum harmala        | Stepska rutvica                               |                                                 |       |
| Petroselinum crispum   | Peteršin                                      |                                                 |       |
| Peumus boldus          | Boldo                                         |                                                 |       |
| Phytolacca americana   | Američki kermes                               |                                                 |       |
| Picralima nitida       | n.n.                                          |                                                 |       |
| Pimpinella anisum      | Anis                                          |                                                 |       |
| Pimpinella saxifraga   | Mala bedrenika                                |                                                 |       |
| Piper auritum          |                                               |                                                 |       |
| Piper cubeba           | Kubeba papar                                  |                                                 |       |
| Plantago lanceolata    | Uskolisni trputac                             |                                                 |       |
| Plantago major         | Širokolisni trputac                           |                                                 |       |
| Plantago ovata         | n.n.                                          |                                                 |       |
| Platostoma palustre    | n.n.                                          |                                                 |       |
| Plukenetia volubilis   | sacha inchi                                   |                                                 |       |
| Potentilla erecta      |                                               |                                                 |       |
| Prunella vulgaris      | Crnjuša                                       | Koristi se iu koneskoj tradicionalnoj medicini. |       |
| Prunus spinosa         | Trnina                                        |                                                 |       |
| Ptelea trifoliata      |                                               |                                                 |       |
| Pulicaria dysenterica  |                                               |                                                 |       |
| Pulmonaria officinalis | Plućnjak                                      |                                                 |       |
| Pulsatilla vulgaris    |                                               |                                                 |       |

### Q
| Znanstveno ime | Narodno ime | Primjena | Slika |
| -------------- | ----------- | -------- | ----- |
| Quassia amara  |             |          |       |

### R
| WZnanstveno ime        | Narodno ime      | Primjena                                       | Slika |
| ---------------------- | ---------------- | ---------------------------------------------- | ----- |
| Rhamnus prinoides      |                  |                                                |       |
| Rheum rhaponticum      | Rabarbara        |                                                |       |
| Rhodiola rosea         |                  |                                                |       |
| Ricinus communis       | Ricinus          |                                                |       |
| Rosa pendulina         |                  |                                                |       |
| Rosmarinus officinalis | Ružmarin         |                                                |       |
| Rubus chamaemorus      |                  |                                                |       |
| Rubus odoratus         | cimetasta malina |                                                |       |
| Rubus odoratus         | Mirisava kupina  |                                                |       |
| Rumex alpinus          | Alpski štavelj   |                                                |       |
| Rheum palmatum         |                  | VKoristi se u kineskoj tradicionalnoj medicini |       |
| Rosa damascena         | n.n.             |                                                |       |

### S
| Znanstveno ime           | Narodno ime            | Primjena                                      | Slika |
| ------------------------ | ---------------------- | --------------------------------------------- | ----- |
| Salvadora persica        |                        |                                               |       |
| Salvia miltiorrhiza      | Crvenokorijena kadulja | Koristi se u kineskoj tradicionalnoj medicini |       |
| Salvia officinalis       | Kadulja                |                                               |       |
| Salvia sclarea           | Muškatna kadulja       |                                               |       |
| Sambucus nigra           | Crna bazga             |                                               |       |
| Sanguisorba minor        |                        |                                               |       |
| Sanguisorba officinalis  | Krvara                 |                                               |       |
| Saposhnikovia divaricata | n.n.                   | koristi se u kineskoj tradicionalnoj medicini |       |
| Satureja hortensis       | Čubar                  |                                               |       |
| Saussurea costus         |                        |                                               |       |
| Schisandra chinensis     | Šisandra               |                                               |       |
| Scutellaria baicalensis  | Bajkalski šljemovnik   | koristi se u kineskoj tradicionalnoj medicini |       |
| Sechium edule            |                        |                                               |       |
| Senegalia catechu        |                        |                                               |       |
| Senegalia senegal        | Gumirabika             |                                               |       |
| Senna alexandrina        |                        |                                               |       |
| Sigesbeckia orientalis   | n.n.                   | Koristi se u kineskoj tradicionalnoj medicini |       |
| Silybum marianum         |                        |                                               |       |
| Siraitia grosvenorii     |                        |                                               |       |
| Sisymbrium officinale    |                        |                                               |       |
| Smilax officinalis       | n.n.                   |                                               |       |
| Smallanthus sonchifolia  | Jakon                  |                                               |       |
| Solidago virgaurea       | Zlatošipka             |                                               |       |
| Sorbus aucuparia         | Planinska jarebika     |                                               |       |
| Stellaria media          | Mišjakinja             |                                               |       |
| Stevia rebaudiana        | n.n.                   |                                               |       |
| Symphytum ×uplandicum    |                        |                                               |       |
| Symphytum officinale     | Gavez                  |                                               |       |

### T
| ZNANSTVENO IME            | NARODNO IME    | Primjena | slika |
| ------------------------- | -------------- | -------- | ----- |
| Tanacetum balsamita       |                |          |       |
| Tanacetum parthenium      |                |          |       |
| Tanacetum vulgare         | Vratić         |          |       |
| Taraxacum officinale      | Maslačak       |          |       |
| Terminalia catappa        |                |          |       |
| Teucrium chamaedrys       | Dubačac        |          |       |
| Teucrium montanum         | Trava iva      |          |       |
| Thuja occidentalis        |                |          |       |
| Thymus vulgaris           | Majčina dušica |          |       |
| Tilia platyphyllos        | Lipa           |          |       |
| Trachyspermum ammi        |                |          |       |
| Trigonella foenum-graecum | Piskavica      |          |       |
| Turnera diffusa           | Damiana        |          |       |
| Tussilago farfara         | Podbjel        |          |       |

### U
| Znanstveno ime    | Narodno ime        | Primjena | Slika |
| ----------------- | ------------------ | -------- | ----- |
| Uncaria tomentosa |                    |          |       |
| Urtica dioica     |                    |          |       |
| Urtica morifolia  | Murvolisna kopriva |          |       |
| Urtica pilulifera |                    |          |       |
| Urtica urens      | Mala kopriva       |          |       |

### V
| WZnanstveno ime       | Narodno ime         | Primjena | Slika |
| --------------------- | ------------------- | -------- | ----- |
| Vaccinium myrtillus   | obična borovnica    |          |       |
| Valeriana officinalis | Ljekoviti odoljen   |          |       |
| Verbena officinalis   | ljekoviti sporiš    |          |       |
| Veronica officinalis  | puzava čestoslavica |          |       |
| Viola odorata         | Mirisava ljubica    |          |       |
| Vitex agnus-castus    | Prstasta konopljika |          |       |

### W
| Znanstveno ime      | Narodno ime | Primjena | Slika |
| ------------------- | ----------- | -------- | ----- |
| Warburgia salutaris |             |          |       |
| Crataegus spec.     | Glog        | W        |       |

### X
| Znanstveno ime        | Narodno ime | Primjena                                      | Slika |
| --------------------- | ----------- | --------------------------------------------- | ----- |
| Xanthium sibiricum    |             | Koristi se u tradicionalnoj kineskoj medicini |       |
| Xysmalobium undulatum | Uzara       |                                               |       |

### Z
| Znanstveno ime      | Narodno ime | Primjena | Slika |
| ------------------- | ----------- | -------- | ----- |
| Zingiber officinale | Đumbir      |          |       |
| Ziziphus jujuba     | Žižula      |          |       |

## Dodatna Literatura
- Wolfgang Blaschek et al. (Hgg.): Hagers Enzyklopädie der Arzneistoffe und Drogen. Springer Medizin Verlag, Heidelberg, 2008, ISBN 978-3804723849.
- Diether Ennet: BI Lexikon. Heilpflanzen und Drogen. VEB Bibliographisches Institut, Leipzig 1990, ISBN 3-323-00191-5.
- Karl Hiller, Matthias F. Melzig: Lexikon der Arzeipflanzen und Drogen. Spektrum Akademischer Verlag, Heidelberg, ISBN 978-3827420534.
- Willibald Pschyrembel (†): Pschyrembel Naturheilkunde und alternative Heilverfahren. 3. Auflage, de Gruyter, Berlin/New York, 2006, ISBN 3-11-018524-5.
- Max Wichtl: Teedrogen und Phytopharmaka: Ein Handbuch für die Praxis auf wissenschaftlicher Grundlage. Wissenschaftliche Verlagsgesellschaft, Stuttgart, 2015, ISBN 978-3804730687.

|  | Molimo pročitajte upozorenje o korištenju medicinskih informacija. Ne provodite liječenje bez savjetovanja s liječnikom! |